# Charonosaurus
Charonosaurus is een lambeosaurine hadrosauriër behorend tot de ornithopode dinosauriërs. De enige soort, en eveneens de typesoort van het geslacht Charonosaurus, is Charonosaurus jiayinensis  Godefroit, Zan & Jin, 2000. Fossielen werden gevonden in het Laat-Maastrichtiaan (Boven-Krijt) van de Yuliangze-formatie (of Yuliangzi-formatie) vlak bij Jiayin (Provincie Heilongjiang, Noordoost-China).

## Vondst en naamgeving

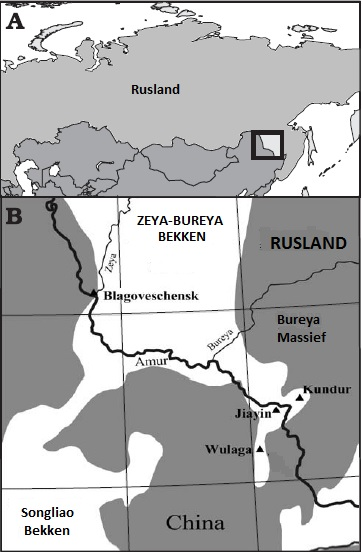
A. Het Amur-Heilongjiang gebied in Azië. B. De driehoekjes markeren de voornaamste vindplaatsen met Lambeosaurinae.

Sinds 1975 ondernamen verscheidene Chinese wetenschappelijke instellingen opgravingen vlak bij Jiayin langs de rechteroever van de rivier de Amoer, die de westelijke grens vormt tussen Rusland en China, en ontdekten op een beperkte oppervlakte bone beds met hadrosauriërs. In 2000 publiceerden Pascal Godefroit, Shuqin Zan en Liyong Jin over de vondst op deze locatie van fossielen van een nog onbekende soort die ze in het nieuwe geslacht Charonosaurus plaatsten. Pascal Godefroit is een Belgisch paleontoloog en operationeel directeur van de afdeling "Aarde en Geschiedenis van het Leven" van het Museum voor Natuurwetenschappen te Brussel. Hij is een autoriteit op het gebied van Hadrosauridae; Shuqin Zan en Liyong Jin zijn beiden verbonden aan het Museum of Natural History van de Changchun University of Science and Technology, Changchun, China.
De geslachtsnaam Charonosaurus komt van Charon, de naam van de veerman van de rivier de Styx in de Romeinse en Griekse mythologie, en van het Griekse sauros, wat 'hagedis' betekent. De soortaanduiding jiayinensis betekent 'van Jiayin', waarbij Jiayin de plaatsnaam is van de typelocatie. De typelocatie van Charonosaurus jiayinensis is de zuidelijke oever van de Amur Rivier (Heilongjang Rivier), op acht km ten westen van het dorp Jiayin (Provincie Heilongjang, Noordoost-China). Deze locatie is ook bekend als Belye Kruchi, Longgushan, Longguchan of White Cliffs. De eerste opgravingen gebeurden door A. Kristofovich, M. Manakin, N.P. Stepanov en V. Arseniev in 1902, 1914-1917 en 1925. Tijdens het St. Petersburg Geological Committee in 2014, vermeldden Bolotsky et al. dat de vindplaats mogelijk al in 1866 door F. Schmidt ontdekt werd.
Het holotype van Charonosaurus jiayinensis is een gedeeltelijke schedel, met catalogusnummer CUST J-V1251-57.

## Geologie
De ouderdom van de sedimenten van de Yuliangze-formatie waarin Charonosaurus voorkomt werd onder meer bepaald met behulp van palynologische gegevens. Volgens Markevich en Bugdaeva maken deze sedimenten deel uit van de Wodehouseia spinata–Aquilapollenites subtilis Palynozone uit het Vroeg- tot Midden-Maastrichtiaan (70,6 tot 66,043 miljoen jaar oud), die door Markevich gedefinieerd en beschreven werd. Deze ouderdom is ook gebaseerd op vergelijkingen met palynologische gemeenschappen in aanpalende sedimentaire bekkens, maar mist elke kalibratie. Tijdens het Laat-Krijt maakten westelijk Noord-Amerika en Oost-Azië deel uit van dezelfde microfloraprovincie, de Aquilapollenites Provincie. Om deze reden kan het vergelijken van de palynozones uit het Russische Verre Oosten en van het Western Interior Basin leerzaam zijn. Zulke vergelijking wijst erop dat er grote overeenkomsten bestaan tussen de Noord-Amerikaanse Wodehouseia spinata Palynozone en de Aziatische Wodehouseia spinata–Aquilapollenites subtilis Palynozone.
Gebaseerd op de kenmerken van de Iridium anomalie en geassocieerde fenomenen op de grens Krijt/Paleogeen (onder meer shocked quartz), werd de ouderdom van de Noord-Amerikaanse Wodehouseia spinata Palynozone bepaald op Laat-Maastrichtiaan. En gebaseerd op deze overeenkomsten werd ook de Aziatische Wodehouseia spinata–Aquilapollenites subtilis Palynozone op Laat-Maastrichtiaan gedateerd. Ondanks al deze vergelijkingen en overeenkomsten kunnen de meningsverschillen die bestaan over de juiste ouderdom van de "dinosauriërhoudende" sedimenten van de Yuliangze-formatie slechts opgelost worden door onafhankelijke kalibraties. Schattingen van de absolute ouderdom gebaseerd op radiometrische datering van bepaalde delen van de Krijt-Paleogeengrens wijzen erop dat deze grens in het Amur/Heilongjiang gebied stratigrafisch lager ligt dan men aanvankelijk dacht, wat dus pleit in het voordeel van een Laat-Maastrichtiaan ouderdom voor de dinosauriërhoudende sedimenten in dat gebied. Wodehouseia spinata is een goede biostratigrafische indicator voor de Laat-Maastrichtiaan ("Lanciaan") formaties in Canada en Noord-Amerika, zoals de Scollart-formatie in Alberta (Canada) en zoals in Noord-Amerika de Hell Creek-formatie in Noord- en Zuid-Dakota en in Montana, de Lance-formatie in Wyoming en de Laramie-formatie, de Arapahoe-formatie en het onderste deel van de Denver-formatie in Colorado.

## Beschrijving
De beschrijving werd gebaseerd op de catalogusnummers CUST J-III en J-V, GMH Hlj-16, 77, 87, 101, 140, 143, 144, 178, 195,196, 207, 278, A10, A12 en "magnus".
Charonosaurus jiayinenis was een grote hadrosauriër. Het dijbeen kon 1,35 m lang worden, langer dan bij alle andere ons bekende hadrosauriërs, met uitzondering van Shantungosaurus giganteus. De lichaamslengte wordt op ongeveer tien meter geschat. Ook volgens The Princeton Field Guide to Dinosaurs van Gregory S. Paul had Charonosaurus een geschatte lengte van tien meter, en een geschat gewicht van vijf ton.

### Schedel

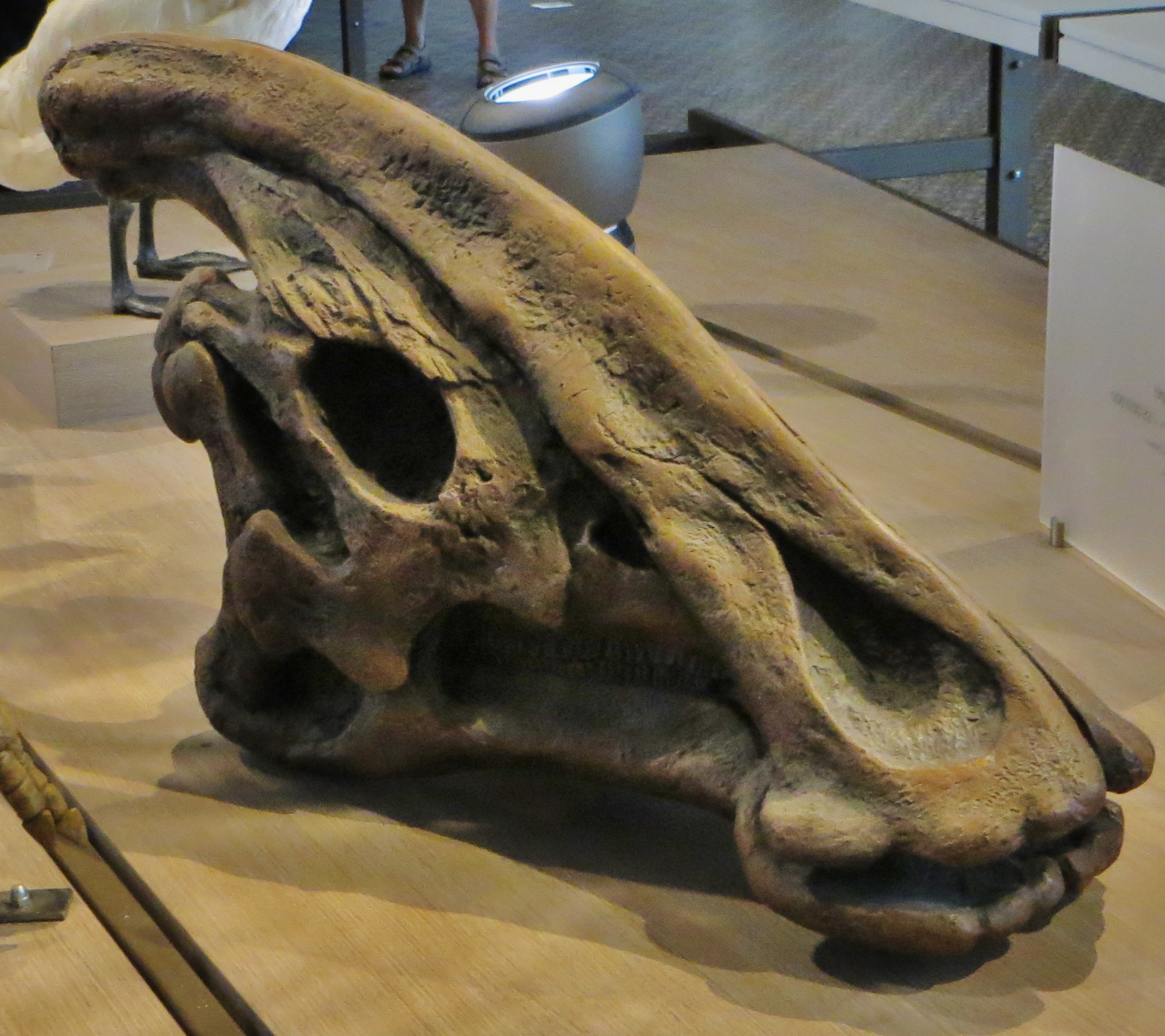
Gereconstrueerde schedel van Charonosaurus jiayinensis, tentoongesteld in het Koninklijk Belgisch Instituut voor Natuurwetenschappen te Brussel. De vorm van de kam is hypothetisch.

De supratemporale vensters zijn in verhouding kort en breed. De bouw van de bovenkant van het voorhoofdsbeen is sterk gewijzigd om de basis van een holle kam te kunnen dragen. Het vormt een heel breed, uitgehold platform dat sterk naar voren gebogen is en voorzien van lange, diepe lengtegroeven. Het caudolaterale deel van het voorhoofdsbeen steekt naar achter uit en hangt over het voorste deel van het parietale en supratemporale venster. Het rostrodorsale vlak van het postorbitaal been vormt een verdikt promontorium dat deel uitmaakt van de basis van de schedelkam. De tak achteraan het postorbitale been is lang en breed en bedekt de zijkant van het squamosaal been bijna volledig. Het parietaal been is relatief kort en reikt achteraan niet tot het achterhoofdsbeen. De bovenkant van het parietaal been is een weinig convex en vertoont geen spoor van een sagittale kam. Het voorste uitsteeksel van het jukbeen is dorsoventraal verbreed en in zijaanzicht symmetrisch afgerond. Op de zijkant van de maxilla (bovenkaak) is, zoals bij alle Hadrosauridae, de ectopterygoïde richel sterk ontwikkeld. In tegenstelling tot Hadrosaurinae ligt het bovenste uitsteeksel van het ectopterygoïde achter het middelpunt van de maxilla. Het vierkantsbeen lijkt sterk op dat van Noord-Amerikaanse Hadrosauridae. Langs de bovenkant van de quadratojugale inkeping loopt een verlengd gewrichtsoppervlak (een facet), wat erop wijst dat het semiquadratisch foramen (opening) afwezig was. De ventrale kop van het quadratojugaal been wordt gedomineerd door een grote, hemisferische laterale condylus die met de surangulaire component van de geul in de onderkaak scharniert. De nek van het achterhoofsbeen die de condylus van het achterhoofdsbeen ondersteunt is, zoals bij Hadrosauridae, verkort en het gewrichtsoppervlak van de condylus staat volmaakt verticaal. De uitsteeksels van het basisverhemelte reiken tot ver onder het niveau van de condylus van het achterhoofdsbeen. Boven elk uitsteeksel van het basisverhemelte vormt de zijkant van de basis van het sphenoidale been een groot symmetrisch en vrijstaand vleugelvormig uitsteeksel. Dit laatste uitsteeksel bestaat uit een caudale en een rostrale vleugel. Het supra-occipitaal been heeft een paar grote craniodorsale knobbels die verankeren in caudolaterale uitsparingen ("depressies", verzinkingen) in het parietaal been.
Het dentaal been is robuust en rostraal sterk naar onderen gebogen, een hoek van ongeveer 30° vormend met de lengte-as van de onderkaak. Bij volwassen dieren heeft het dentaal been een "tandenbatterij" van ongeveer veertig tandrijen. Omdat de tanden heel hoog zijn bestaat elke tandenrij slechts uit twee of drie tanden waarvan er één of twee functioneren. Bij jonge dieren is het diastema heel kort. Bij grotere dieren is het verlengd. De tanden worden tot 5 cm hoog, hebben een hoogte/lengte ratio > 4 en vertonen één enkele bochtige, verticale richel.

### Postcrania
De postcrania omvatten het skelet zonder de schedel. "Postcrania" betekent "achter de schedel", men bedoelt dus alle beenderen die achter de schedel gelegen zijn.
Het sacrum bestaat uit negen verbeende ("samengesmolten") wervels. De verlenging van de voorarm leidde tot aanpassingen aan de schoudergordel en aan de voorpoten en tot de gerelateerde ontwikkeling van sterke tweehoofdige (biceps) en driehoofdige (triceps) spieren. Het proximale hoofd van het schouderblad heeft op de caudolaterale zijde een grote steun die de aanhechtingsplaats markeert van een krachtige musculus triceps scapulare laterale externum ("driehoofdige externe laterale schouderbladspier"). Het coracoïd heeft een typische hadrosauride vorm en heeft een groot cranioventraal gericht, haakvormig uitsteeksel, zelfs bij jonge dieren. De zijkant van het ravenbeksbeen heeft een zeer grote knobbel voor de aanhechting van een zeer sterke musculus biceps (tweehoofdige bovenarmspier of biceps). Het opperarmbeen heeft een grote deltopectorale kam die tot onder het midden van het been reikt. Op de craniale zijde bevindt zich een brede sulcus intertubercularis. Dit is een groeve waar doorheen de pees van de lange kop (caput longum) van de musculus biceps brachii (biceps) loopt. Daarnaast bieden zowel de bodem als de laterale en mediale wanden van deze groeve aanhechtingspunten voor nog drie andere spieren. Alle onderzochte specimina hebben een crista tricipitalis op het uiteinde van het opperarmbeen. Vooral bij oudere dieren is deze kam sterk ontwikkeld. Het spaakbeen en de ellepijp zijn slank en sterk verlengd. De ellepijp heeft een ratio totale lengte/maximum breedte van de proximale kop > 6,3. Dezelfde ratio bedraagt voor het spaakbeen > 6,6. Het pre-acetabulair uitsteeksel van het darmbeen (ilium) is langer dan bij andere hadrosauriërs. Het heeft een ratio darmbeen/preacetabubaire lengte > 2.1 en het staat weinig ventraal gedraaid. De antitrochanter is groot. Het distale uiteinde van het zitbeen vormt een verbrede, voetvormige knobbel. Het lemmet van de prepubis is relatief kort en hoog en wordt craniaal abrupt breder. De distale kop van het kuitbeen is sterk verbreed en knotsvormig. In bovenaanzicht heeft het craniaal stijgend uitsteeksel van het sprongbeen de vorm van een gelijkzijdige driehoek.

## Tafonomie
In de Yuliangze-formatie bij het dorp Jiayin werden bone beds ontdekt die over meerdere tientallen vierkante meter verspreid zijn en die voor het grootste deel uit beenderen van Charonosaurus jiayinensis bestaan. Deze beenderlagen bevatten talrijke skeletten van zowel jonge als volwassen dieren. Ze liggen uit anatomisch verband en zijn door elkaar vermengd. Lange beenderen liggen in één richting georiënteerd en de wervelbogen, doornuitsteeksels en transversale uitsteeksels van de wervels (de apofysen) zijn afgebroken. Deze tafonomische kenmerken wijzen erop dat de thanatocoenose in een rivier- of stroommilieu met relatief sterke stroming gevormd werd waardoor kadavers van dinosauriërs op een laag gelegen punt in het toenmalige landschap geconcentreerd en opgestapeld werden. De bone beds bestaan voor ongeveer negentig procent uit beenderen van lambeosaurinen. Beenderen van ankylosauriërs, theropoden, schildpadden en krokodillen vormen de overige tien procent. De beenderen van de lambeosaurinen van Jiayin behoren tot slechts één soort, Charonosaurus jiayinensis, en er zijn geen aanwijzingen dat deze in dit beperkt gebied met nog andere soorten lambeosaurinen samenleefde. De overvloed aan uitgeworpen tanden van vleesetende dinosauriërs toont aan dat kadavers van Charonosaurus verscheurd en verorberd werden door predatoren en aaseters en/of dat Charonosaurus door deze predatoren op jacht langs een rivier gedood werd.

## Fylogenie

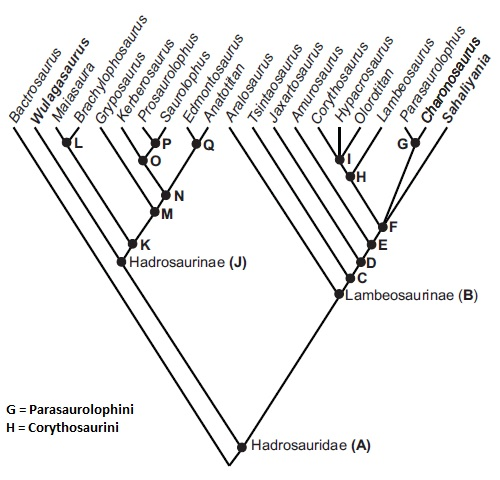
.Cladogram met de fylogenetische positie van Charonosaurus binnen de familie Hadrosauridae, onderfamilie Lambeosaurinae, geslachtengroep Parasaurolophini.

Een cladistische analyse in 2000 door Pascal Godefroit, Shuqin Zan en Liyong Jin op basis van 33 schedel,- tand,- en postcraniale kenmerken toont aan dat Charonosaurus jiayinensis fylogenetisch nauwer verwant zou kunnen zijn aan Parasaurolophus dan om het even welke andere lambeosaurine. Kenmerken die niet rechtstreeks op de beschikbare beenderen kunnen vastgesteld worden, werden niet in de analyse opgenomen. Ook Eolambia en Tsintaosaurus werden niet in de analyse opgenomen omdat deze taxa volgens Godefroit et al. aan revisie toe zijn. Charonosaurus heeft de volgende lambeosaurine synapomorfieën : de squamosale beenderen verhinderen het contact tussen het verkort parietaal been (met een ratio lengte/minimale breedte < 2) en het achterhoofdsbeen, het voorhoofdsbeen vormt een breed uitgehold platform als fundament voor de holle schedelkam en maakt door de verbinding postorbitaal-prefrontaal been geen deel uit van de rand van de oogkas, het verticale achterste deel van het voorhoofdsbeen, de verhoogde zijkant van het squamosaal been, de afgeronde en symmetrische voorkant van het uitsteeksel van het jukbeen, de bochtige middelste carina (kiel) van de tanden van het tandbeen en de zowel in lengte als in breedte zeer sterk ontwikkelde deltopectorale kam van het opperarmbeen die tot onder het middelste punt van het been reikt. Binnen de onderfamilie Lambeosaurinae zijn Charonosaurus en Parasaurolophus nauw verwant omdat bij beide genera het platform van het voorhoofdsbeen achterwaarts boven het voorste deel van de parietale en supratemporale fenestra reikt, het knotsvormige distale uiteinde van het kuitbeen heel sterk vergroot is en het opwaarts craniaal gericht uitsteeksel van het sprongbeen gelijkzijdig is.

## Paleo-ecologie
Charonosaurus jiayinensis is slechts beklend van de vindplaats te Jiayin. De thanatocoenose van de typelocatie van deze soort bestaat verder nog uit de niet-geïdentificeerde Hadrosaurinae, lambeosaurine Amurosaurus, de saurolophine Saurolophus krystofovici, niet-geïdentificeerde Ankylosauria, de tyrannosauride Tarbosaurus bataar, niet-geïdentificeerde schildpadden (orde Testudines (schildpadden), schildpadden van de soort Amuremys planicostata (familie Lindholmemydidae) en niet-geïdentificeerde krokodillen (klade Crocodylia).
Uit het Amur/Heilongjiang gebied zijn nog drie andere geslachten van de onderfamilie Lambeosaurinae (geslachtengroep Corythosaurini) bekend : Sahaliyania uit Wulaga, Amurosaurus uit Blagoveschensk en Olorotitan uit Kundur. Verder nog Wulagasaurus uit Wulaga (onderfamilie Hadrosaurinae), Kerberosaurus uit Blagoveschensk (onderfamilie Hadrosaurinae) en Kundurosaurus uit Kundur (onderfamilie Saurolophinae, geslachtengroep Edmontosaurini).
Uit het Wulaga bone bed (Yuliangze-formatie, Laat-Maastrichtiaan, 70.6 tot 66.0 miljoen jaar oud) zijn verder nog niet-geïdentificeerde Hadrosauridae en niet-geïdentificeerde Theropoda bekend.
De thanatocoenose van Blagoveschensk (Udurchukan-formatie (Tsagayan Group), Laat-Maastrichtiaan; 70,6 tot 66,0 miljoen jaar geleden)) bevat buiten hadrosauriden ook nog niet-geïdentificeerde Titanosauria (onderorde Sauropodomorpha), niet-geïdentificeerde Theropoda, niet-geïdentificeerde schildpadden, Troodon sp. (familie Troodontidae), niet-geïdentificeerde Nodosauridae (klade Ankylosauria), niet-geïdentificeerde krokodillen en de niet-geclassificeerde pollensoorten Ulmipollenites krempii, Orbiculapollis lucidus, Wodehouseia spinata, Aquilapollenites quadrilobus, Aquilapollenites conatus en Aquilapollenites reticulatus.
De thanatocoenose van Kundur (Udurchukan-formatie (Tsagayan Group), Wodehouseia spinata - Aquilapollenites subtilis pollen zone, Laat-Maastrichtiaan; 70,6 tot 66,0 miljoen jaar geleden) bevat naast hadrosauriden (lambeosaurinen en saurolophinen) en niet-geïdentificeerde hadrosaurinen ook nog niet-geïdentificeerde Cimolodonta (orde Multituberculata), Arkharavia heterocoelica (klade Macronaria), Tarbosaurus bataar (familie Tyrannosauridae), cf. Tarbosaurus sp., Aublysodon sp. (familie Tyrannosauridae), de dromaeosauriden Richardoestesia sp., cf. Saurornitholestes sp. en cf. Dromaeosaurus sp. (klade Avetheropoda), Troodon sp. (familie Troodontidae), niet-geïdentificeerde Nodosauridae (klade Ankylosauria), niet-geïdentificeerde Trionychidae (orde Testudines), Amuremys planicostata (familie Lindholmemydidae), niet-geïdentificeerde Lindholmemydidae, Shamosuchus sp. (familie Paralligatoridae), en Osteichthyes (beenvisachtigen) (klade Gnathostomata).

## Paleobiogeografie
De vier thanatocoenosen Jiayin, Wulaga, Blagoveschensk en Kundur in het Amur/Heilongjiang gebied hebben gevarieerde en tegengestelde paleomilieus, wat er bijgevolg op kan wijzen dat op het einde van het Krijt (Laat-Maastrichtien) in Oost-Azië de verschillende geslachten hadrosauriden een strikte habitatvoorkeur hadden. Ook bij Noord-Amerikaanse hadrosauriden werden deze beperkte biogeografische niches vastgesteld. Maar de blijkbaar onregelmatige ("vlekkerige") paleogeografische verspreiding in Oost-Azië kan mogelijk ook het gevolg zijn van de in 2008 nog relatief fragmentarische kennis.
De samenstelling van de Laat-Maastrichtien Dinosauria fauna's van Noordoost-Azië en Noord-Amerika vertoont grote verschillen. De vindplaatsen te Jiayin, Kundur en Blagoveschensk bestaan voor meer dan 90% uit Lambeosaurinae. Titanosauria en gehoornde dinosauriërs ontbreken in het Laat-Maastrichtien van Azië. Maar in het westen van Noord-Amerika domineren ofwel Titanosauria ofwel Ceratopia en Lambeosaurinae ontbreken, net zoals in Europa.
Het onderzoek van de door lambeosaurinen gedomineerde Laat-Maastrichtien vindplaatsen in Noord-Oost-Azië toont aan dat er buiten Noord-Amerika verschillende soorten levensgemeenschappen dinosauriërs bestonden juist voor de overgang Krijt/Paleogeen. Toekomstig onderzoek van deze vindplaatsen kan tot een beter beeld van de biodiversiteit van dinosauriërs tijdens het Laat-Maastrichtien leiden en het uitstervingspatroon van de niet-vogelachtige dinosauriërs verklaren ongeveer vijfenzestig miljoen jaar geleden. De niet-vogelachtige dinosauriërs omvatten alle dinosauriërs buiten de klade Avialae.